# رواز داویتادزه
رواز داویتادزه (گرجی: რევაზ დავითაძე؛ زادهٔ ۱۶ اکتبر ۱۹۹۸) وزنه‌بردار اهل گرجستان است.
وی در مسابقات کشوری و بین‌المللی در مجموع برندهٔ ۱ مدال طلا، ۲ مدال نقره، ۳ مدال برنز شده‌است.